# Спортивная гимнастика на летних Олимпийских играх 1932
Соревнования по спортивной гимнастике на летних Олимпийских играх 1932 года проводились только среди мужчин.

## Общий медальный зачёт
| Место | Страна    | Золото | Серебро | Бронза | Всего |
| ----- | --------- | ------ | ------- | ------ | ----- |
| 1     | США       | 5      | 6       | 5      | 16    |
| 2     | Италия    | 4      | 1       | 2      | 7     |
| 3     | Венгрия   | 2      | 2       | 0      | 4     |
| 4     | Финляндия | 0      | 1       | 4      | 5     |
| 5     | Швейцария | 0      | 1       | 0      | 1     |
| Всего | Всего     | 11     | 11      | 11     | 33    |

## Медалисты
| Дисциплина                       | Золото                                                                                      | Серебро                                                                       | Бронза |
| -------------------------------- | ------------------------------------------------------------------------------------------- | ----------------------------------------------------------------------------- | --- |
| Абсолютное первенство            | Ромео Нери Италия                                                                           | Иштван Пелле Венгрия                                                          | Хейкки Саволайнен Финляндия                                                                                    |
| Командное первенство             | Италия · Оресте Капуццо · Савино Гульельметти · Марио Лертора · Ромео Нери · Франко Тоньини | США · Фрэнк Камиски · Альфред Йохим · Фред Мейер · Майкл Шулер · Фрэнк Хоболд | Финляндия · Эйнари Терясвирта · Хейкки Саволайнен · Мартти Уосиккинен · Маури Нюберг-Норома · Вейкко Пакаринен |
| Вольные упражнения               | Иштван Пелле Венгрия                                                                        | Жорж Миз Швейцария                                                            | Марио Лертора Италия                                                                                           |
| Перекладина                      | Даллас Бикслер США                                                                          | Хейкки Саволайнен Финляндия                                                   | Эйнари Терясвирта Финляндия                                                                                    |
| Упражнения с индийскими булавами | Джордж Рот США                                                                              | Филип Эренберг США                                                            | Уильям Кюлемайер США                                                                                           |
| Брусья                           | Ромео Нери Италия                                                                           | Иштван Пелле Венгрия                                                          | Хейкки Саволайнен Финляндия                                                                                    |
| Конь                             | Иштван Пелле Венгрия                                                                        | Омеро Боноли Италия                                                           | Фрэнк Хоболд США                                                                                               |
| Кольца                           | Джордж Галак США                                                                            | Билл Дентон США                                                               | Джованни Латтуада Италия                                                                                       |
| Лазание по канату                | Реймонд Басс США                                                                            | Уильям Гэлбрайт США                                                           | Томас Конноли США                                                                                              |
| Акробатические прыжки            | Роулэнд Вулф США                                                                            | Эд Гросс США                                                                  | Уильям Херрман США                                                                                             |
| Опорный прыжок                   | Савино Гульельметти Италия                                                                  | Альфред Йохим США                                                             | Эд Кармайкл США                                                                                                |